# Maria Bernetic
Maria Bernetic (Trieste, 14 marzo 1902 – Trieste, 1º marzo 1993) è stata una politica italiana.

## Biografia
Nasce a Trieste il 14 marzo 1902 in una famiglia di operai sloveni. Alla vigilia della prima guerra mondiale partecipa alle manifestazioni pacifiste e, alla fine del conflitto, nel cosiddetto “biennio rosso”, al movimento che si oppone alle nascenti squadre fasciste.
Nel 1921 si iscrive al Partito comunista d’Italia e quando il partito è costretto a entrare in clandestinità, col nome di battaglia “Tatiana” si occupa della preparazione della stampa clandestina e propagandistica tra i giovani e le donne. Nel 1927 è arrestata e condannata a due anni di carcere e due di vigilanza speciale; dopo aver scontato la pena subisce un secondo arresto, nel 1931, e deve scontare due anni di ammonizione. Nel novembre 1932 è chiamata nel comitato federale comunista triestino e per sfuggire alla cattura dell’OVRA espatria clandestinamente in Francia, dove svolge attività antifascista con il falso nome di Anna Ferri. Nel 1936 collabora con Marina Sereni alla pubblicazione di «Noi Donne» e partecipa come delegata delle donne italiane alla Conferenza internazionale per la pace di Bruxelles (Belgio).
Nel 1937 viaggia clandestinamente tra l’Italia e la Francia, è un “fenicottero” che lavora per la riorganizzazione del partito finché nel 1939 è arrestata a Genova e per un mese subisce le torture della polizia; nel 1940 giunge la condanna del Tribunale Speciale a sedici anni di carcere.
Alla caduta del fascismo viene liberata, nel settembre 1943 fa ritorno a Trieste ed organizza il lavoro clandestino in un settore cittadino, con il nome “Maria”. In novembre è ancora arrestata dalla polizia e sottoposta a tortura finché i suoi compagni non riescono a liberarla. Ricercata dalle SS, raggiunge le brigate partigiane e viene inviata in Slovenia, dove organizza e dirige le unità partigiane italiane: per quest’attività il Comitato di Liberazione Nazionale del Triveneto le ha riconosciuto il grado di tenente.
Il 1 maggio 1945 rientra a Trieste, appena liberata. Nei giorni successivi è chiamata nel comitato cittadino del Partito comunista della Regione Giulia, partecipa alla costituzione dell’Unione delle donne antifasciste italiane e slave e come dirigente di tale associazione partecipa ai Congressi internazionali delle donne dal 1946 al 1949. Nel 1947, con la costituzione del Partito comunista del Territorio libero di Trieste, è eletta al comitato centrale e segue le tematiche riguardanti le questioni slovene. L’anno successivo, dopo la frattura politica tra Stalin e Tito, sostiene la scelta della maggioranza del partito di sostenere Stalin; nel 1954, col ritorno di Trieste e della zona del Territorio Libero di Trieste all’amministrazione italiana, il partito diventa Federazione autonoma triestina del Partito Comunista Italiano ed entra nella direzione.
Nel 1955 è eletta al consiglio comunale di Trieste e rimane in carica sino al 1964. Nel 1963 è eletta alla Camera, è componente del comitato regionale del Partito Comunista Italiano e direttore responsabile dell’organo del partito in lingua slovena «Delo»; è collaboratrice di «Delo» e dell’organo del Partito Comunista in lingua italiana Il Lavoratore. Nel 1991, dopo lo scioglimento del Partito Comunista Italiano, aderisce al Partito Democratico della Sinistra.
È presente per anni negli organismi dirigenti dell’Associazione nazionale partigiani e dell’Associazione nazionale perseguitati politici italiani antifascisti. Nel 1991 le è conferita la Croce al merito di guerra della Repubblica italiana.
Muore a Trieste il 1º marzo 1993.